# 崔学东 (经济学家)
崔学东（1970年—2019年），男，河北阜城人。中国经济学家，南开大学经济学院副教授。主要研究方向为政治经济学和现代资本主义经济。

## 生平
1970年3月生。本科毕业于河北大学经济学系经济学专业，后在同校日本研究所深造，获得世界经济学硕士学位。毕业后在南开大学经济学系政治经济学专业攻读博士。1995年至2008年在中央司法警官学院任教。2008年7月开始在南开大学经济学系从事教学科研工作。
2019年1月18日凌晨5时因突发心梗医治无效在津逝世，享年48岁。

## 著作
- 张彤玉; 崔学东; 李春磊. . 经济科学出版社. 2009年9月. ISBN 9787505884014.